# Pachycephala vitiensis
Pachycephala vitiensis (лат.) — вид птиц семейства свистуновых (Pachycephalidae). Эндемик островов Фиджи.

## Описание

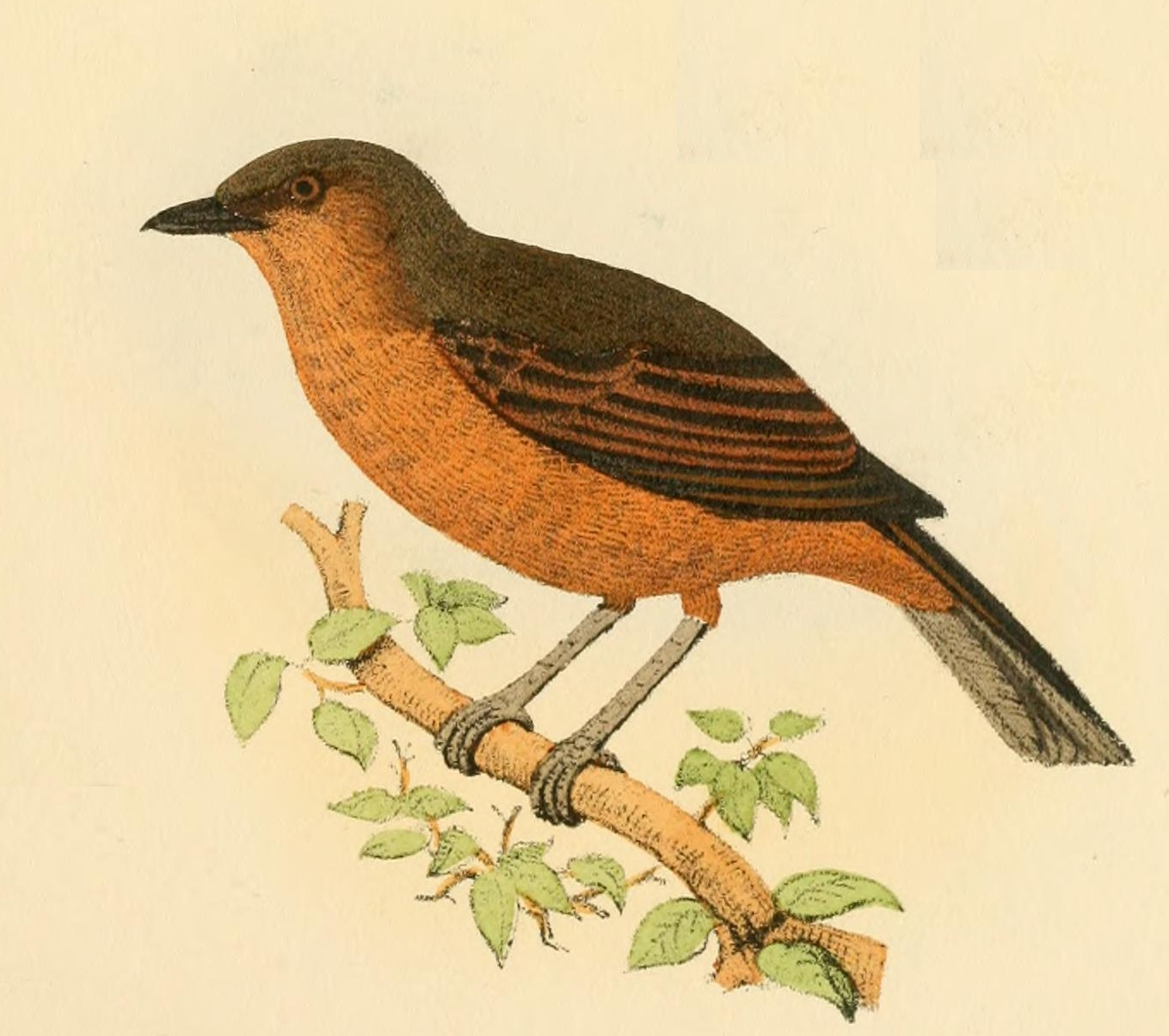
P. vitiensis (1860)

Некоторые из подвидов Pachycephala vitiensis желтогорлые, другие — белогорлые. Предполагается, что эти две группы являются результатом отдельных волн колонизации, причем желтогорлые — результат более ранней колонизации, а белогрудые появились в результате вторичной колонизации. Желтогорлые особи встречаются на большинстве северных и центральных островов Фиджи (Вануа-Леву, Вити-Леву, Тавеуни, Овалау, Киоа, Раби, Коро и Вату-Вара), а белогорлые — на некоторых южных островах (Кадаву, Гау и островах Лау).

## Таксономия
Pachycephala vitiensis ранее считался подвидом широко распространённого золотого свистуна (Pachycephala pectoralis). Три подвида (P. v. kandavensis, P. v. lauana и P. v. vitiensis) в 2014 году были объединены МОС в P. vitiensis. Наоборот, два подвида Pachycephala vanikorensis (P. v. ornate и P. v. utupuae) ранее относили к подвидам Pachycephala vitiensis.

### Подвиды
В настоящее время признаны три подвида P. vitiensis:
- P. v. kandavensis Ramsay, 1876: Изначально описан как отдельный вид. Встречается на острове Кандаву
- P. v. lauana Mayr, 1932 Встречается на южных островах Лау
- {{btname|P. v. vitiensis|Gray, 1860: Встречается на островах Лау

Остальные подвиды были выделены в вид P. graeffii
- P. v. bella — Mayr, 1932: Встречается на Вату-Вара
- P. v. koroana — Mayr, 1932: Встречается на Коро
- P. v. torquata — Layard, 1875: Изначально описан как отдельный вид. Встречается на острове Тавеуни
- P. v. aurantiiventris — Seebohm, 1891:Изначально описан как отдельный вид. Встречается на островах Янганга и Вануа-Леву
- P. v. ambigua — Mayr, 1932: Встречается на юго-востоке Вануа-Леву, Раби и Киоа
- P. v. optata — Hartlaub, 1866: Изначально описан как отдельный вид. Встречается на юго-востоке Вити-Леву и на Овалау
- P. v. graeffii — Hartlaub, 1866: Изначально описан как отдельный вид. Встречается на Вайя и Вити-Леву